# Aralkum

de vorming van de Aralkum

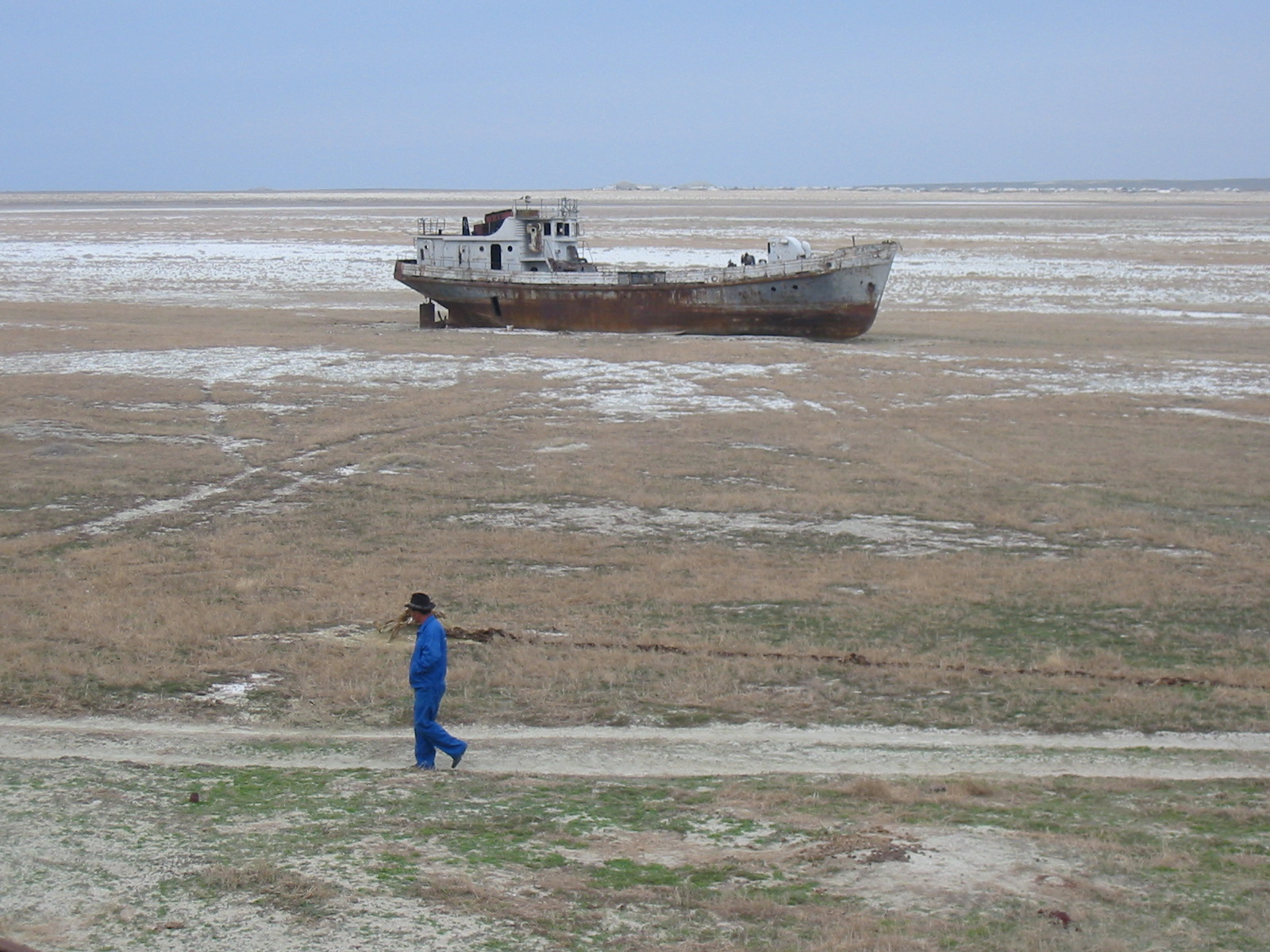
verzand gebied van het Aralmeer

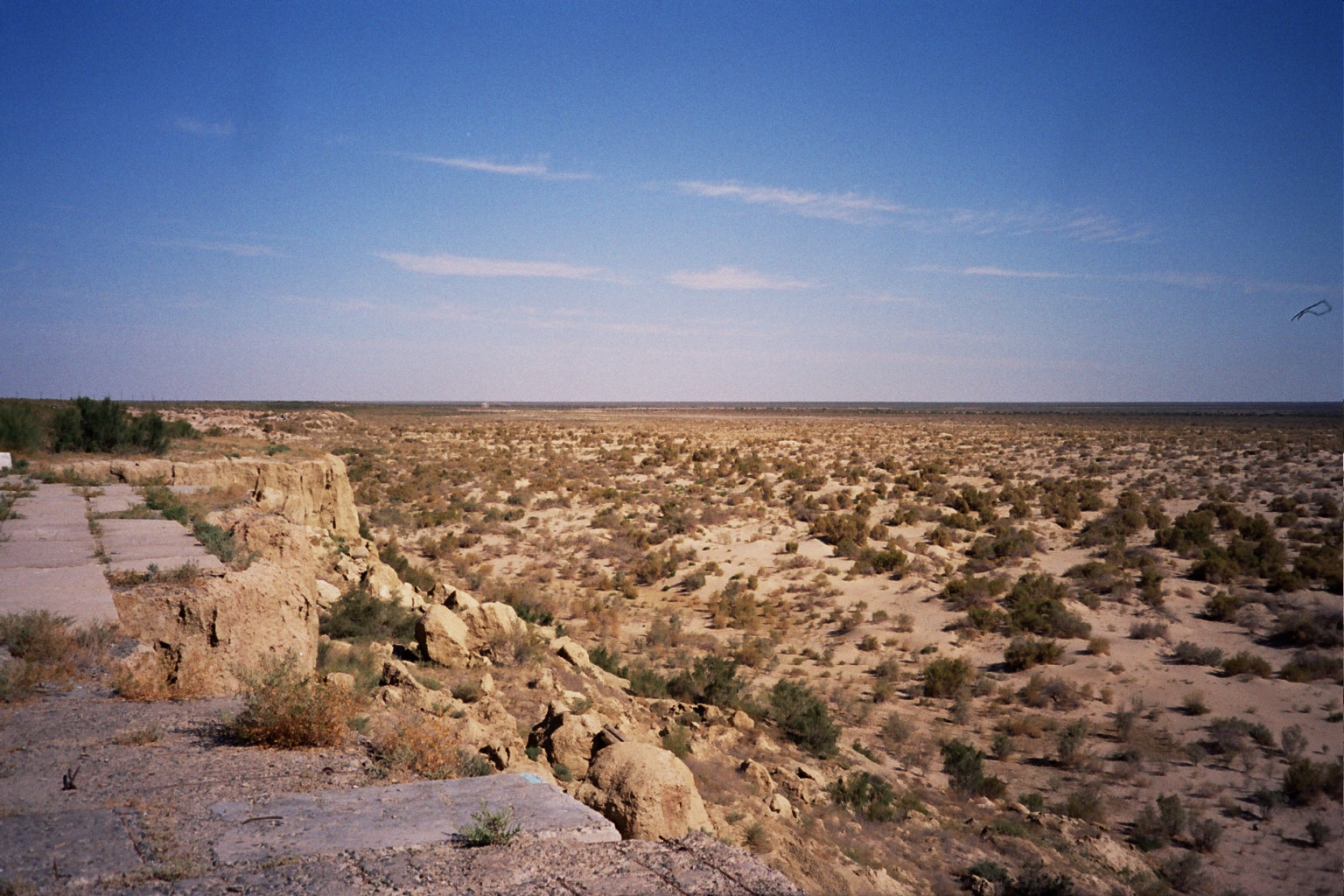
verzand gebied van het Aralmeer

De Aralkum (ook Aral-Kum of Aralkoem) is een woestijn in Centraal-Azië, op de grens tussen Kazachstan en Oezbekistan, die is ontstaan door het opdrogen van het Aralmeer. De woestijn grenst aan de Kyzylkum en de Karakum. Het biedt een leefgebied voor planten en dieren, maar naarmate de oeverzone zich terugtrekt en er watertekorten ontstaan, trekt de vegetatie zich terug en blijven er droge woestijngebieden over die het startpunt vormen voor zout- en zandstormen. Deze hebben een negatieve invloed op zowel de flora en fauna in de wijde omgeving als op de gezondheid van de mensen.

## Verplaatsing van zand, zout en stof door stormen
De terugtrekkende kustlijnen van het Aralmeer lieten grote delen van de voormalige meerbodem achter, die grotendeels bedekt waren met poederachtige zoutkorsten en, in mindere mate, met zand. Deze vlakten waar vaak geen vegetatie is, zorgen in combinatie met het droge klimaat voor steeds frequentere en hevigere zand- en stofstormen. Vóór de uitdroging van het Aralmeer kwamen stofstormen minder dan 10 dagen per jaar voor, maar rond de eeuwwisseling waren dat er al 90 per jaar. In tegenstelling tot lokaal effectieve zandstormen, bereiken stofstormen, die deeltjes met kleinere korrelgroottes transporteren, ook hogere delen van de atmosfeer en hebben ze een regionale impact. De stofwolken die hierdoor ontstaan, kunnen tot 400 km lang en 40 km breed zijn. Jaarlijks komen er ongeveer 150 miljoen ton silt, kleideeltjes, zoutstof, maar ook herbiciden en andere chemische bestrijdingsmiddelen, zware metalen en radioactief materiaal in de atmosfeer terecht. Deze kunnen over honderden kilometers worden getransporteerd en kunnen zelfs worden gedetecteerd in gebieden die meer dan 2000 km verderop liggen, waaronder Wit-Rusland, de Himalaya en de Grote Oceaan en de Noordelijke IJszee. De zouten in de stormen versnellen het smeltproces van nabijgelegen gletsjers vele malen. 

## Successie in de nieuw gevormde Aralkum
De Aralkumwoestijn, die bestaat uit uitgedroogde zeebodem en een oppervlakte beslaat van ongeveer 60.000 km², wordt achtereenvolgens gekoloniseerd door verschillende plantensoorten.
Enkele weken nadat een gebied is drooggevallen raakt de nog vochtige en met resten zeegras bedekte bodem van het meer bedekt met blauwalgen. 
Vervolgens koloniseren zouttolerante eenjarige planten zoals roodachtige zeekraal, die vanwege hun hoge klimaattolerantie ook veel voorkomen in de woestijnen en steppen van Centraal-Azië, de nog vochtige gebieden. Zeekraal kan grote gebieden bedekken met struikgewas van minder dan 30 cm hoog, dat in de herfst rood kleurt. 
Daarna kunnen er, vooral in droge jaren, vegetatieloze "successiewoestijnen" ontstaan, die ontstaan tussen de kolonisatie van eenjarige en vaste planten. Als er echter meerdere gunstige, natte jaren achter elkaar zijn, kunnen vaste planten en dus ook struiken zich vestigen. 
De laatste fase van het opvolgingsproces wordt pas na 30 tot 40 jaar bereikt en kan vooraf niet precies worden voorspeld. Inmiddels hebben veel planten uit de aangrenzende gebieden zich over grote afstanden verspreid: 368 soorten vaatplanten uit de aangrenzende woestijnen Karakum en Kyzylkum zijn nu ook in de Aralkum te vinden. In de toekomst zal de vegetatie lijken op andere vegetatievormen in Centraal-Azië die zich al aan het klimaat hebben aangepast.